# 446 TCN
446 TCN là một năm trong lịch La Mã.